# Сигмунд Брестиссон

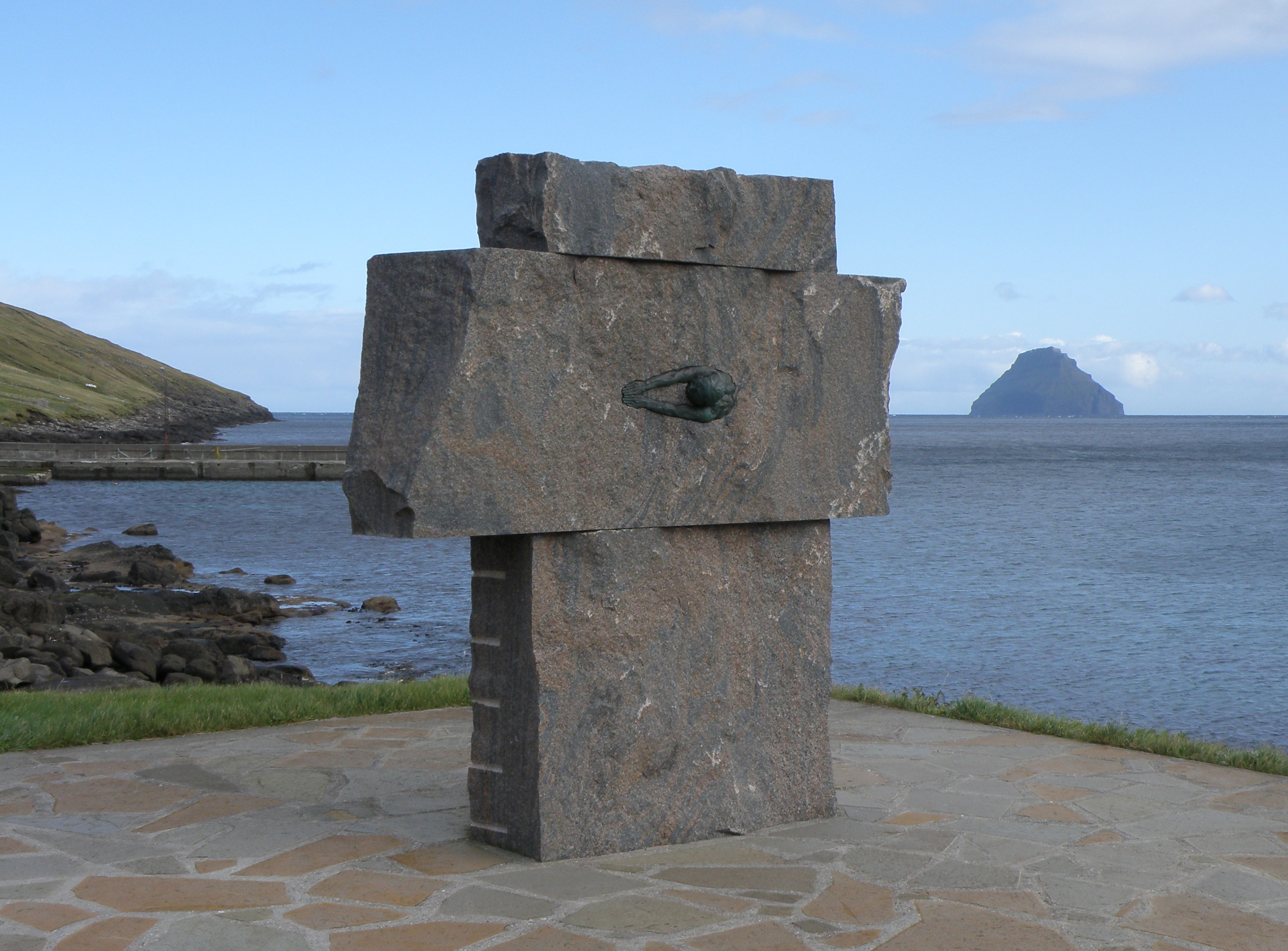
Памятник Сигмундуру Брестиссону

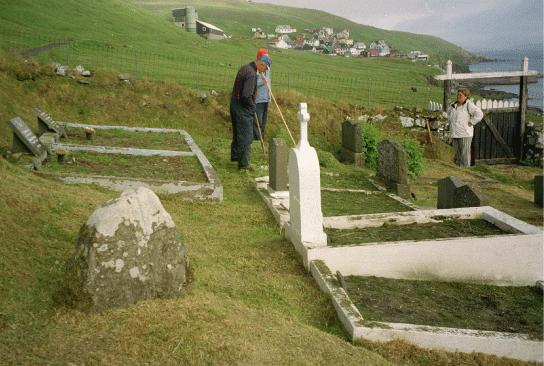
Могила Сигмуда Брестиссона (слева) на кладбище церкви в Скувое

Сигмунд Брестиссон (др.-сканд. Sigmundur Brestisson; 961, Скувой, Сандой — 1005, Сандвик, Сувурой) — главный герой «Саги о фарерцах» наряду с Трандом с Гаты. Сигмунд распространил на Фарерских островах христианство в 999 году.
В саге говорится, что уплывшие из Норвегии эмигранты, спасавшиеся от тирании Харальда I Прекрасноволосого, поселились на островах в начале IX века.

В Духов день, 5 Июня 2006 года перед Западной церковью Торсхавна был установлен памятник Сигмундуру Брестиссону. Автор памятника — Ханс Паули Ольсен.